# یوسف فان دام
یوسف فان دام (انگلیسی: Joseph Van Dam; ۲ نوامبر ۱۹۰۱ – ۳۱ مهٔ ۱۹۸۶) دوچرخه‌سوار اهل بلژیک بود.